# Sender Wachenbrunn
Der Sender Wachenbrunn war ein Rundfunksender im Mittelwellenbereich im Themarer Ortsteil Wachenbrunn in Thüringen. Die Anlage wurde zuletzt von der Media Broadcast GmbH betrieben.

## Geschichte

### Sendeanlage für 1323 kHz
Von 1988 bis 2012 war Wachenbrunn Standort eines Mittelwellensenders des russischen Auslandsdienstes Stimme Russlands (ehemals Radio Moskau) auf der Frequenz 1323 kHz. Er wurde, wie der Sender für die Verbreitung von MDR info, von der Media Broadcast GmbH betrieben. In den Mittags- und Abendstunden wurde das deutschsprachige Programm der Stimme Russlands übertragen. Dieser Sender war bezüglich seiner Sendeleistung der drittstärkste in Deutschland und verwendete eine Richtantenne, die aus vier 125,1 Meter hohen gegen Erde isolierten Rohrgittermasten mit dreieckigem Querschnitt bestand (Koordinaten). Je zwei Masten wurden aktiv gespeist, die übrigen Masten dienten als Reflektor. Der Sender wurde von 1985 bis 1988 von russischen Technikern errichtet, die Bauteile stammten ebenfalls aus der damaligen Sowjetunion. Im Dezember 1988 nahm der Sender seinen Betrieb auf.
Die Rohrgittermasten, die bei der ortsansässigen Bevölkerung die Bezeichnung Russisches Quartett trugen, waren von den anderen Anlagenteilen ca. 800 Meter entfernt errichtet worden, um Wechselwirkungen der Antennen zu verhindern. Die zur Abstrahlung bestimmte Hochfrequenzenergie wurde bis zur Modernisierung der Anlage 2002/2003 über eine Reusenleitung von dem im Anbau des Hauptgebäudes installierten Sender zum Russischen Quartett übertragen.
Im Zug der Modernisierung wurde in einem alten Lagergebäude auf dem Areal des Russischen Quartetts ein volltransistorisierter 1.000-Kilowatt-Sender von Telefunken mit einem Wirkungsgrad von 84 % installiert. Hierdurch wurde die Reusenleitung zum großen Teil überflüssig und entsprechend verkürzt, so dass die Leitungsverluste gering blieben. Während der Modernisierung der Anlage erhielten auch die Masten des Russischen Quartetts, die bis dahin silbergrau waren, einen rotweißen Anstrich.
Im Dezember 2012 kündigte die Stimme Russlands an, dass sie ihre Mittelwellensendungen aus Wachenbrunn aus finanziellen Gründen zum 1. Januar 2013 einstellt. Von dieser Regelung waren auch die Mittelwellensender in Cremlingen-Abbenrode und Wilsdruff betroffen. Die Sendeanlage in Wachenbrunn wurde am 31. Dezember 2012 planmäßig um 23 Uhr abgeschaltet.
Am 19. September 2013 um 14:55 Uhr wurden die verbliebenen vier Sendemasten umgelegt. Damit gibt es auf diesem Gelände keine Sendeanlage mehr.

### Sendeanlage für 882 kHz
Bereits am 7. Oktober 1950 nahm der Landessender Weimar einen Kleinsender in Betrieb, um den Empfang im Süden Thüringens zu verbessern. Dieser wurde als Hildburghausen oder Schleusingen gelistet.
Der Name Wachenbrunn taucht erstmals 1955 auf, allerdings wurde bis in die 1970er Jahre in der Regel die Bezeichnung Suhl verwendet. Zur Sendeleistung machte die DDR keine Angaben, westdeutsche Quellen gaben sie mit 5 kW, zeitweise auch mit 20 kW an. Ab Mitte der 1950er Jahre wurde auf der Frequenz 1052 kHz das Programm von Radio DDR, später Radio DDR I ausgestrahlt, bis 1963 auch das Regionalprogramm des Studios Suhl.
Ab Mitte der 1970er Jahre benutzte Radio DDR 1 die Frequenz 629 kHz, während auf 1052 kHz das Programm des Berliner Rundfunks ausgestrahlt wurde.
Am 7. Oktober 1959 ging in Wachenbrunn der letzte der 250-kW-Sender aus dem Funkwerk Köpenick auf der Frequenz 692 kHz in Betrieb. Dieser diente vor allem der Versorgung Süddeutschlands mit dem Programm des Deutschlandsenders (später Stimme der DDR).
Der 1978 in Kraft getretene Genfer Wellenplan sah für den 250-kW-Sender die Frequenz 882 kHz mit Richtstrahlung (40°) vor, diese wurde aber zunächst noch vom Sender Königs Wusterhausen genutzt. Stattdessen benutzte Wachenbrunn 1044 kHz im Gleichwellenbetrieb mit den Sendern Burg und Wilsdruff. Erst Mitte der 1980er Jahre wechselte man auf 882 kHz, statt Radio DDR 1 wurde wieder Stimme der DDR ausgestrahlt. Der 20-kW-Sender strahlte auf 1431 kHz das Programm des Berliner Rundfunks aus.
Nach der politischen Wende wurde über den kleineren Sender noch von 1990 bis 1991 Radio aktuell ausgestrahlt, danach wurde die Frequenz 1431 kHz aufgegeben. Die Hauptfrequenz 882 kHz wurde vom Thüringer Rundfunk und ab 1992 vom Mitteldeutschen Rundfunk übernommen.
Bis 1993 wurde dieser Sender, der in den 1950er Jahren in Betrieb ging, mit einer Sendeleistung von 250 Kilowatt betrieben. Als Sendeantenne dienten zwei gegen Erde isolierte Rohrmaste mit 142,8 Metern Höhe. Einer dieser Rohrmaste war bis 1988 als Reflektormast auf der 2002 abgerissenen Rundfunksendestelle Berlin-Köpenick im Einsatz, bevor er abgebaut und in Wachenbrunn neu errichtet wurde. Die Sendeantenne ermöglichte eine Richtstrahlung in südwestlicher Richtung. Bis Mitte der 1990er Jahre existierte noch eine Dreieckflächenantenne und ein kleinerer gegen Erde isolierter Sendemast. Beide Einrichtungen sind heute nicht mehr vorhanden.
Bis zum 30. Juni 2011 strahlte man von dieser Sendeanlage auf der Frequenz 882 kHz das Programm MDR Info mit einer Leistung von 20 kW aus. Bis zum 4. Juli 2011 um 10:00 Uhr informierte eine aufgeschaltete Ansage, dass der Sender abgeschaltet wurde. Die Senderanlage für die Frequenz 882 kHz wurde am 14. Juli 2011 gesprengt. Am 12. März 2015 erfolgte auf dem Gelände der Sendeanlage der Spatenstich für den Bau einer Photovoltaik-Freiflächenanlage mit 8,7 MW Leistung mit Bürgerbeteiligung. Die Bürgerbeteiligung wird von der EnergieGenossenschaft Inn-Salzach eG (EGIS) angeboten.
Seit dem 13. Mai 2015 ist die Anlage ans öffentliche Stromnetz angeschlossen. Das Gelände wurde im Rahmen einer Eröffnungsfeier der Bürger Solar-Anlage Wachenbrunn durch die EnergieGenossenschaft Inn-Salzach eG am 20. Juni 2015 erstmals öffentlich zugänglich gemacht.